# 剪灯新話
『剪灯新話』（剪燈新話、せんとうしんわ）は、中国の明代に著された怪異小説集である。撰者は瞿佑（くゆう）。自序によれば、旧来の題名では『剪灯録』（せんとうろく）と称し、撰述されたときは40巻あったとする。
日本で慶長・元和年間に翻刻されていたものは、4巻20編及び附録1編、計21編であるが、1725年に完成した『古今圖書集成』で《閨媛典》に『寄梅記』が増補され、現存する完本は4巻、各巻5編及び附録2編で計全22篇となっている。1378年（洪武11年）ごろの成立とされる。

## 概要
各時代の怪異譚を記しているが、宋代の白話小説の流行で衰微しつつあった文言小説、すなわち唐代の伝奇小説の影響を強く受けて書かれている。中でも艶情を記すことに優れ、幽玄なさまを流麗な筆致で描写している。また瞿佑は若いころから詩名があり、そのため作品中に四六駢儷文で書かれた美文の詩が多い。
この作品集は後の明代の小説に影響を与え、李禎の『剪灯余話』（1420年頃）や邵景瞻の『覓燈因話』（べきとういんわ、1592年）などの追従作を生んだ。『三言二拍』や明代の戯曲に影響を与え、清初の『聊斎志異』にも影響を与えた。また、日本にも伝来し江戸時代の文学に多大な影響を与えた。
しかし中国では本書は非常に流行し、真似をするものが後を絶たなかったことから禁書の扱いを受けてしまった。このため清代には断片しか残存しなくなっていた。
中華民国建国後に董康が日本の内閣文庫で発見した「慶長元和活字本」（1596年 - 1622年）を撮影して持ち帰り、1917年に中国で「剪燈新話四巻、校日本慶長活字本、丁巳仲夏誦芬室開版」として刊行した。

## 江戸文学への影響
初めに挙げられるものとして『奇異雑談集』（きいぞうだんしゅう）があり、これに『剪灯新話』から3篇が翻訳されている。次に、池田正式『霊怪艸』（れいかいそう、あやしぐさ）には『剪灯新話』から8篇が翻訳されている。
江戸文学で、大きな影響が顕著ものは浅井了意の『御伽婢子』13巻68篇（1666年、瓢水子松雲処士名義で上梓）である。
（　）内は『剪灯新話』の元作品掲載書名。
《御伽婢子》
巻之一 1 『竜宮の上棟』 （1-1 『水宮慶会録』から着想）
巻之一 2 『黄金百両』（ 1-2 『三山福地誌』の翻案）
巻之二 1 『十津川の仙境』 （2-2 『天台訪隠録』の翻案）
巻之二 2 『真紅撃帯』 （1-4 『金鳳釵記』の翻案）
巻之三 2 『鬼谷に落て鬼となる（了仙貧窮 付天狗道）』 （4-2 『太虚司法伝』の翻案）
巻之三 3 『牡丹燈籠（祈て幽霊に契る）』 （2-4 『牡丹燈記』の翻案）
巻之四 1 『地獄を見て蘇る』 （2-1 『令狐生冥夢録』の翻案）
巻之四 2 『夢のちぎり』 （2-5 『渭塘奇遇記』の翻案）
巻之五 2 『幽霊評諸将』 （4-1 『竜堂霊怪録』の翻案）
巻之五 3 『焼亡有定限』 （3-1 『富貴発跡司志』から着想）
巻之六 3 『遊女宮木野』 （3-4 『愛卿伝』の翻案）
巻之七 6 『菅谷九右衛門』 （1-3 『華亭逢故人記』の翻案）
巻之八 2 『邪神を責殺』 （3-2 『永州野廟記』の翻案）
巻之八 3 『歌を媒として契る』 （1-5 『聯芳併記』から着想）
巻之九 3 『金閣寺の幽霊に契る』 （2-3 『滕穆酔遊聚景園記』の翻案）
巻之十 6 『了仙貧窮 付 天狗道』 （4-3 『修文舎人伝』の翻案）
巻之十一 1 『隠里』 （3-3 『申陽洞記』の翻案）
巻之十二 2 『幽霊書を父母につかはす』 （3-5 『翠翠伝』の翻案）
巻之十一 3 『易生契』 （4-5 『緑衣人伝』の翻案）
同じく浅井了意『狗張子』は未完で、没後の1692年刊行であるが、これにも『剪灯新話』からの翻案が収録されている。
その他、林羅山 『怪談全書』 （1688年） 巻第四の六 に『金鳳釵記』が、都賀庭鐘 『英草子』（1749年）には『牡丹燈記』末段の翻案が、上田秋成 『雨月物語』の『浅茅が宿』（『愛卿伝』の翻案）、『吉備津の罐』（『牡丹燈記』から着想）などがある。後の時代の三遊亭圓朝の落語 『牡丹灯籠』は、これらの影響を受けた作品として著名である。

## 日本語訳書籍
- 飯塚朗 他 訳 『剪灯新話 剪灯余話 閲微草堂筆記 子不語 諧鐸 中国古典文学全集 20』平凡社、1958年
- 飯塚朗 訳 『剪燈新話』平凡社東洋文庫 1965年 ISBN 978-4582800487
- 飯塚朗 他 訳 『剪燈新話、剪燈余話、西湖佳話(抄)、棠陰比事 中国古典文学大系 39』平凡社、1969年 ISBN 9784582312393。三訂版。
- 竹田晃・小塚由博・仙石知子 編訳著 『剪灯新話　中国古典小説選 8 明代』明治書院、2008年  ISBN 978-4-625-66409-0。附録は収録なし。

## 注・出典
1. ↑  洪武11年（1378年）の自序冒頭に「余既編輯古今怪奇之事。以為剪燈録、凡四十卷矣。」とある。 中国語版ウィキソースに本記事に関連した原文があります：剪燈新話
2. ↑  華夏文化百科・瞿佑。
3. ↑  (秋吉久紀夫 1978)によれば、編纂は作者自序が1378年（洪武11年）で、刊行は 1381年（洪武4年）としている。
4. ↑  文言小説とは、宋代以後の中国小説史の上で、大きな比重を占めてはいなかったために、形態名が与えられていなかったこの分野に対し、前野直彬が仮に付けた呼称である。平凡社 中国古典文学大系 42 『閲微草堂筆記 ; 子不語 ; 述異記 ; 秋燈叢話 ; 諧鐸 ; 耳食録』 1971年 。ISBN 978-4582312423 。解説 p.503 。
5. ↑  魯迅は『中国小説史略』第22篇 清之擬晉唐小說及其支流 の冒頭で明初のこの作品に言及し、唐代の作品には及ばないと批判的に述べている：「文題意境，並撫唐人，而文筆殊冗弱不相副，然以粉飾閨情，拈掇艷語，故特為時流所喜，仿效者紛起，至於禁止，其風始衰」。 中国語版ウィキソースに本記事に関連した原文があります：中國小說史略/第二十二篇
6. ↑   中国語版ウィキソースに本記事に関連した原文があります：剪燈餘話
7. ↑  しょうけいせん、万暦年間の人物、生卒事跡不詳。
8. ↑   中国語版ウィキソースに本記事に関連した原文があります：覓燈因話
9. ↑   中国語版ウィキソースに本記事に関連した原文があります：聊齋志異
10. ↑  朝鮮を経由した滄洲（尹春年、インシュンネン、1514-1567年）訂正、垂胡子（林芑、リンキ）集釈 『剪灯新話句解』（1559年）が和刻本の底本となった。早稲田大学古典籍データベース 影印
11. ↑    - 秋吉久紀夫「瞿佑と桂衡 : 「剪燈新話詩并序」をめぐって(<特集>目加田サクヲ教授退官記念)」『香椎潟』第27巻、福岡女子大学、1982年3月、213-214頁、CRID 1570291227027864192、ISSN 02874113、NAID 110004833993。
12. ↑  写本、作者不詳、1648 - 1687年頃成立。出典：楠木郁子「『奇異雑談集』の成立 : 中国古典との関連」『香椎潟』第25巻、福岡女子大学、1979年11月、30-40頁、CRID 1573950401730921472、ISSN 02874113、NAID 110004679844。
13. ↑  3篇とは、『金鳳釵記』（姉の魂魄妹の体をかり夫に契りし事）、『牡丹燈記』（女人死後男を棺の内へ引込ころす事）、『申陽洞記』（弓馬の徳によって申陽洞に行三女をつれ帰り妻として映栄華を致せし事）。
14. ↑  写本、1648 – 1651年
15. ↑  国文学研究資料館url に西尾市岩瀬文庫所蔵本の影印などがある。
16. ↑  松田修・渡辺守邦・花田富二夫 校注『伽婢子』 2001年 岩波書店 新日本古典文学大系 75、ISBN 4-00-240075-1
17. ↑   新撰 列伝体小説史. 春陽堂. (1929年)
18. ↑  中国古典文学大系 39 p.491 - 492 。
19. ↑   中国怪奇小説集 新装版. 光文社. (2006年8月10日)